# Pipturus velutinus
Pipturus velutinus là loài thực vật có hoa trong họ Tầm ma. Loài này được (Decne.) Wedd. miêu tả khoa học đầu tiên năm 1854.